# Иван Тричков (Държавна сигурност)
 Тази статия е за българския комунист и милиционер.  За българския революционер, деец на ВМОРО също от Белица вижте Иван Савев Тричков.  За художника от Враца вижте Иван Тричков (художник).
Иван Сергеев Тричков с псевдоним Яне е участник в комунистическото партизанско движение по време на Втората световна война. Брат е на също партиен функционер Кръстю Тричков.

## Биография
Иван Тричков е роден е на 7 юни 1916 година в град Белица. През 1935 година е осъден на 5 години на затвор по Закона за защита на държавата. Неколкократно е затварян и интерниран по време на Втората световна война. През 1942 година става командир на Белишката чета „Яким Цоков“. Заместник-командир е на Четвърта Горноджумайска въстаническа оперативна зона.
След Деветосептемврийския преврат от 1944 година работи в системата на Министерството на вътрешните работи. В края на 50-те години Иван Тричков е началник на концентрационните лагери Белене и Слънчев бряг край Ловеч. Според някои източници е бил против извращенията и заради тях здравето му сериозно се влошава.[неблагонадежден източник]